# 沙学浚
沙学浚（1907年—1998年），字道夷，中國地理学家。是中国政治地理学的先驱。

## 年谱
- 1907年生于江苏泰州。早年入私塾，曾習四書五經。
- 1922年旧制小学毕业，先后就读于揚州美漢中學、上海光華中學。
- 1926年考入南京金陵大學，旋转入国立中央大学，就读于教育学系，副修地理學，受业于历史地理学宗师张其昀等人。
- 1930年中大毕业，任教于上海光华大学附中。
- 1932年旅欧留学，入德国莱比锡大学，1933年入柏林大学，修读地理学，专攻地图学，1936年初获博士学位，其间曾于德国测量局制图科学习。
- 1936年，转往巴黎继续研究地理与法文，并在法国陆军测量局学习制图。
- 1936年8月归国，在广州国立中山大学地理系任教。不久担任江苏省地政局副局长，并在国立中央大学兼课。
- 1937年抗战爆发，携家眷抵重庆，任北碚复旦大学史地系教授兼系主任。
- 1941年，转赴遵义浙江大学史地系任教。
- 1942年，任重庆国防研究院研究委员，兼任中央大学史地系教授。
- 1945年抗战胜利后，随中央大学复员南京，专任中央大學地理系教授。1947年，兼任中央大学训导长。
- 1949年，任台湾师范大学地理学系教授兼系主任。1963年-1972年先后担任國立臺灣師範大學教务长、文学院院长。其间曾于1961年-1962年任香港联合书院史地学系任客座教授，1964年-1965年任新加坡南洋大学地理学系教授。并曾兼任台湾大学地理学系、中国文化大学地学研究所教授。
- 1974年自國立臺灣師範大學榮退，移居美國。
- 1998年2月16日，病逝纽约。

## 学术
沙学浚的研究主要专注于在政治地理、历史地理、区域地理，被誉为中国政治地理之理论先驱。

## 书目
- 《中国地理图集》
- 《中国历史地理》
- 《中国文化与中国人》
- 《城市与似城聚落》
- 《怎样教地理》
- 《我们的国家》
- 《地理学论文集》

## 链接
- 沙學浚老師